# Урибе Турбай, Мигель
Мигель Урибе Турбай (исп. Miguel Uribe Turbay; 28 января 1986, Богота — 11 августа 2025, там же) — колумбийский политический и государственный деятель, сенатор (2022—2025).

## Биография
Родился 28 января 1986 года в Боготе, Колумбия, в семье журналистки Дианы Турбай. Спустя несколько лет его мать была похищена представителями Медельинского кокаинового картеля и погибла во время неудавшейся операции по освобождению в 1991 году. По материнской линии он также является внуком Хулио Сесара Турбая Айялы, который с 1978 по 1982 год был президентом Колумбии.
Впоследствии он на протяжении нескольких лет изучал право в Университете Анд.

## Карьера

### Политическая карьера
В возрасте 26 лет Урибе был избран в городской совет Боготы от Колумбийской либеральной партии, а спустя четыре года был назначен секретарём местного правительства при мэре Энрике Пеньялосе. В 2019 году Урибе выдвинул свою кандидатуру на пост мэра Боготы, но проиграл Клаудии Лопес, которая баллотировалась от Партии зелёных.
На парламентских выборах 2022 года он был избран в Сенат Колумбии от Демократического центра.

### Убийство
7 июня 2025 года, во время предвыборного митинга в парке Эль-Гольфито, Богота, в Урибе было произведено несколько выстрелов, в результате чего политик был серьёзно ранен. Произошла перестрелка между телохранителями Урибе и стрелком, а сам политик был доставлен в медицинский центр Энгатива на западе Боготы в критическом состоянии. По информации Би-би-си, в Урибе было произведено три выстрела, два из которых попали в голову.
В день нападения министр национальной обороны Педро Арнульфо Санчес разместил в X объявление о вознаграждении в размере 3 миллиардов песо за информацию о нападавших. В Урибе стрелял подросток, он был ранен охранниками и задержан. Он приехал на мотоцикле, достал пистолет, подошёл к сенатору со спины и с расстояния полутора метров стал стрелять. Позже были арестованы ещё три человека. Всем четверым были предъявлены обвинения в покушении на убийство и незаконном хранении огнестрельного оружия. Трое совершеннолетних — Карлос Эдуардо Мора, Катерина Мартинес и Уильям Гонсалес — обвиняются также в использовании несовершеннолетнего для совершения преступления.
9 августа 2025 года состояние Урибе Турбая серьёзно ухудшилось из-за внутримозгового кровоизлияния. В ночь на 11 августа он скончался в одной из больниц Боготы, Колумбия, в возрасте 39 лет.